# Nippoleucon hinumensis
Nippoleucon hinumensis är en kräftdjursart som först beskrevs av Gamo 1967.  Nippoleucon hinumensis ingår i släktet Nippoleucon och familjen Leuconidae. Inga underarter finns listade i Catalogue of Life.

## Bildgalleri

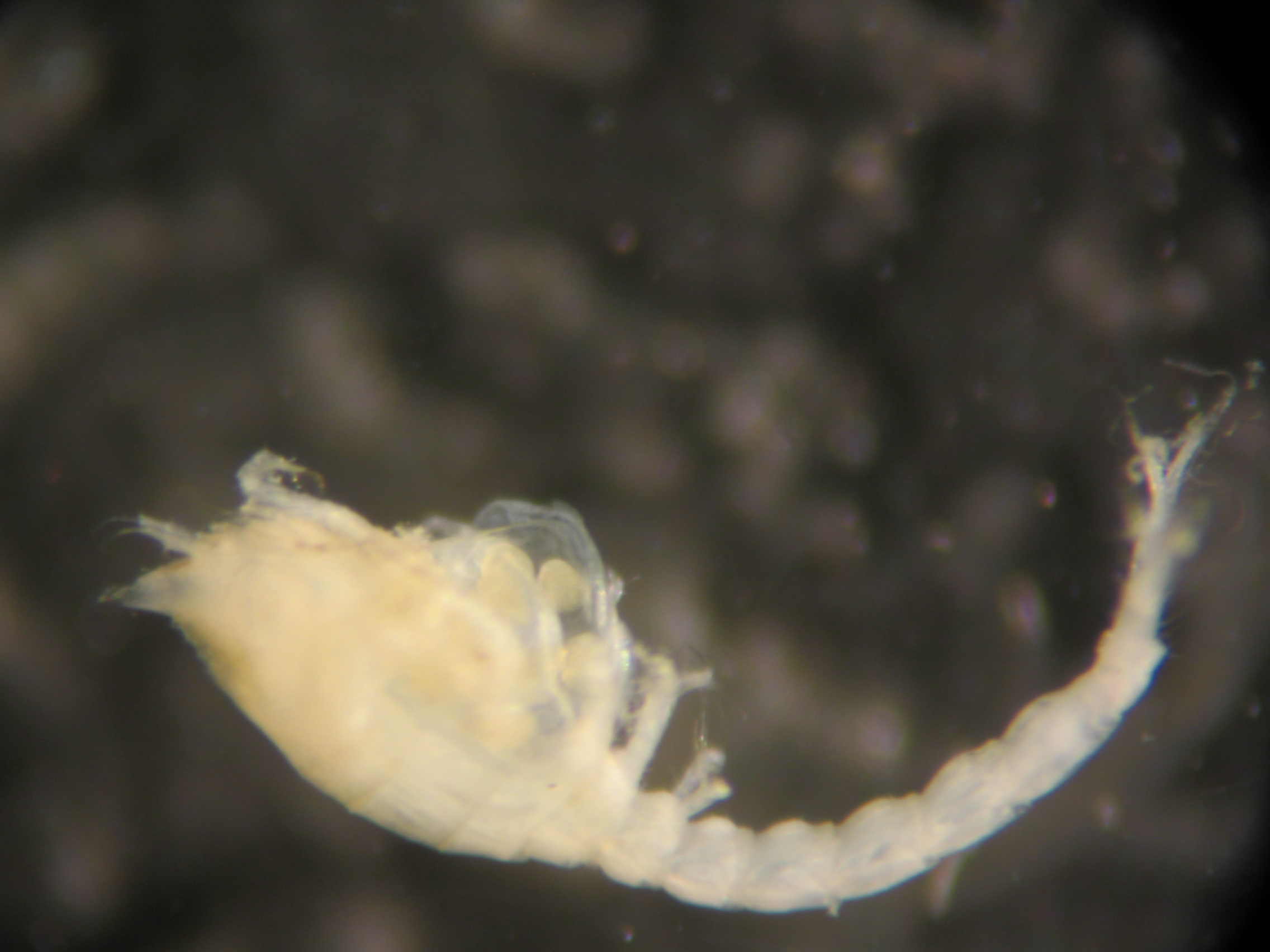
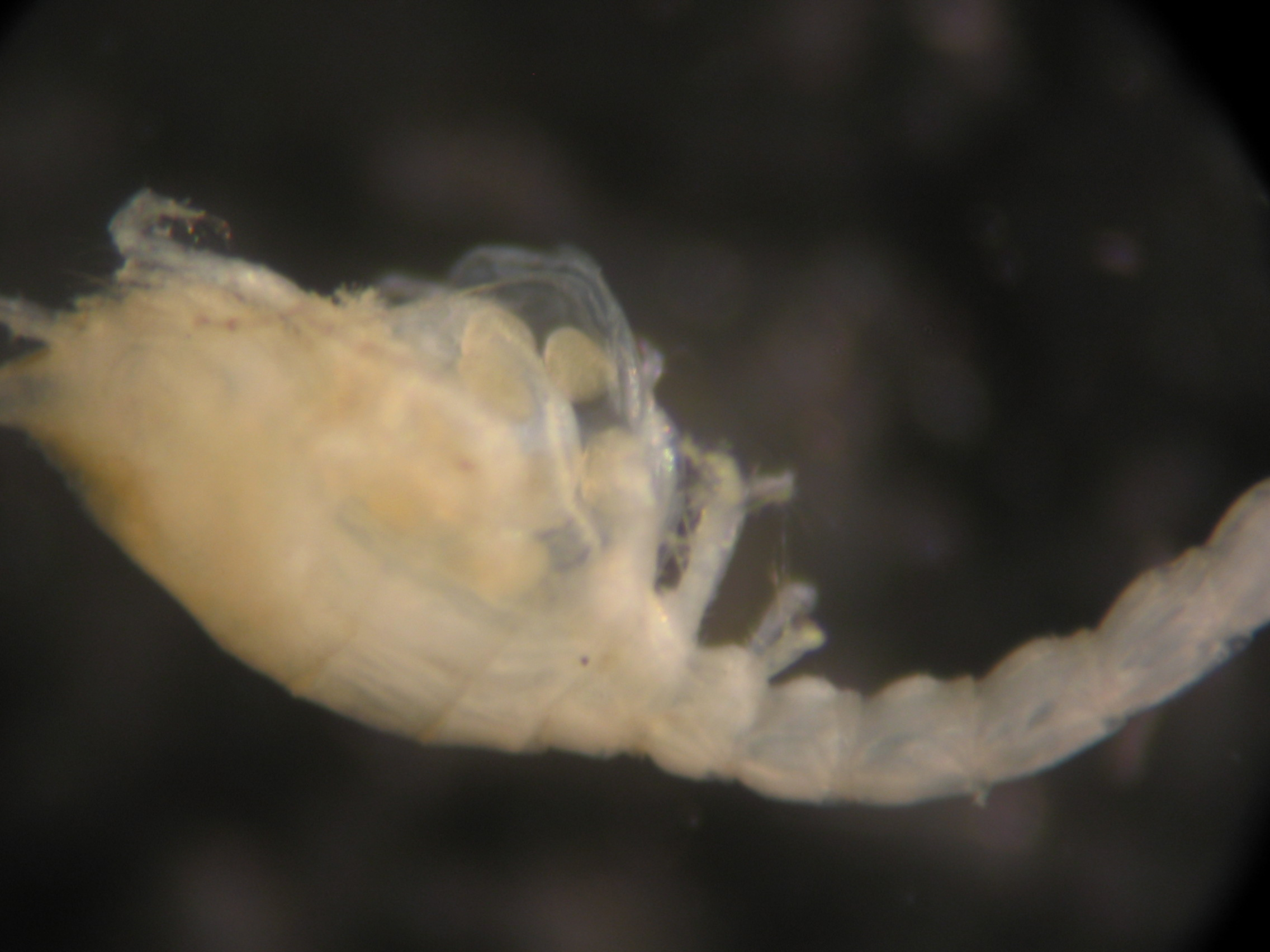
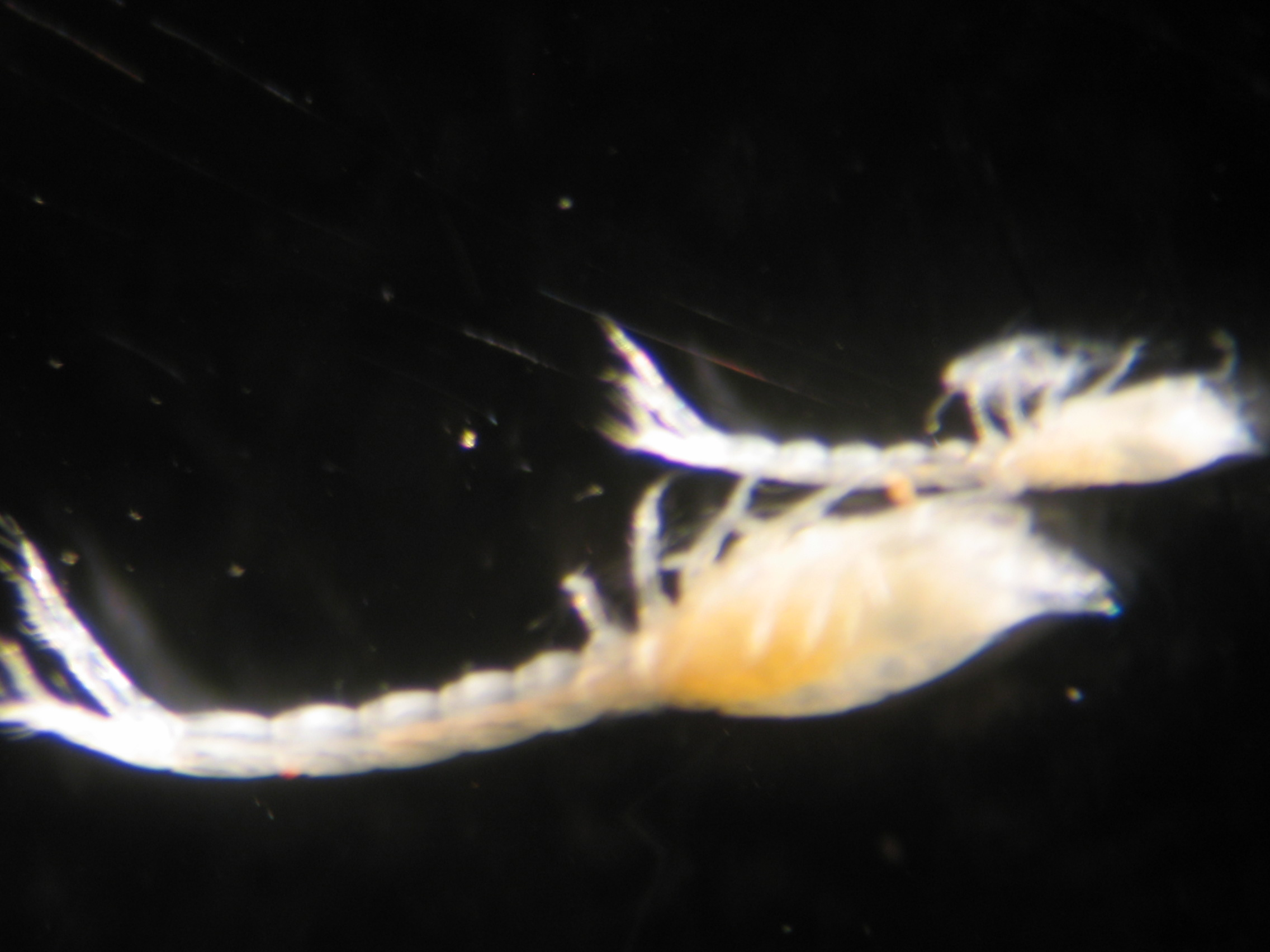